# LADIES HOLLY CUP
LADIES HOLLY CUP（レディース・ホーリー・カップ）は、日本将棋連盟女流棋士会主催で2009年度に行われた将棋の女流棋戦（非公式戦）である。

## 趣旨
本棋戦の設立の趣旨は、以下の通りである。
- （新進の）女流棋士の対局数を増やし、新人研修や実力の底上げ（棋力の向上）をする。
- メディアなどを通じ、女流棋士の顔や名前が露出する機会を設ける。
- 対局を様々な将棋道場や、インターネットを使って行い、棋譜や対局姿を実際に見せ、ファンと接する。

また、出場女流棋士が自主運営する新しいタイプの棋戦でもある。
後述の通りリーグ戦であるため、新進の女流棋士の対局数が一挙に7局増加した。

## しくみ
日本将棋連盟所属の女流棋士であって、タイトル保持者と休場者を除く女流棋士番号が大きい順から16名が参加した。16名が8名ずつ2つ（クオーツリーグ、サファイアリーグ）に分かれて総当りのリーグを戦い、両リーグの1位同士で決勝戦を行った。
持ち時間30分（チェスクロック方式）で、使い切り後は一手60秒未満。

## 対局会場
東京・将棋会館道場や将棋倶楽部24（インターネット将棋道場）、各地の将棋道場（新宿将棋センター、蒲田将棋クラブ、御徒町将棋センター、将棋サロン吉祥寺、両国将棋囲碁センター、横須賀将棋サークル）、京急百貨店7階催事場（京急将棋まつり内）、京成百貨店9階イベントホール、リコーナレッジスクエア晴海、愛旅連ビル3F会議室、加古川産業会館JAビル4階ホール、将棋会館研修室など、様々な対局会場で行われた。
開幕戦の安食総子対渡辺弥生戦は、2009年4月7日に新宿将棋センターにおいて公開対局で行われ、ネット中継も行われた。
決勝戦は中国・上海の花園飯店で行われた。

## 結果
(S)はサファイアリーグ、(Q)はクオーツリーグを表す。段級位は対局当時のもの。
| 回 | 対局日        | 優勝                  | 準優勝              |
| -- | ------------- | --------------------- | ------------------- |
| 1  | 2009年11月5日 | 中村真梨花女流二段(S) | 上田初美女流二段(Q) |

| 回 | 対局日        | 3位                | 4位                 |
| -- | ------------- | ------------------ | ------------------- |
| 1  | 2010年3月26日 | 香川愛生女流1級(S) | 村田智穂女流初段(Q) |